# Pierre Lescot
Pierre Lescot (Párizs, 1515. – Párizs, 1578. szeptember 10.) francia építész.

## Életpályája
Születési dátumának jelzése egyes forrásokban:  1510 körül. Lescot Pierre de Ronsard költő barátja volt. I. Ferenc francia király megbízása alapján a Louvre építését vezette 1546 és 1578 között. II. Henrik az építkezés ideje alatt Lescot-t tanácsossá és a párizsi Notre-Dame kanonokává nevezte ki. Lescot építette a palota nyugati homlokzatát, amely a francia reneszánsz építészet egyik legsikeresebb alkotása. Ő építette I. Ferenc házát a Champs-Élysées-n is és ő tervezte a Aprószentek szökőkútja  nevű  szökőkutat is, amelyet Jean Goujon domborművei díszítenek.

## Stílusa
A Louvre alapján ő volt a francia reneszánsz építészet egyik kiemelkedő mestere, ám munkássága vége felé a klasszicizmus képviselője lett.

## Művei
- Saint-Germain-l'Auxerrois-templom (1541–1544)
- Vallery, kastély fénykép
- Fontaine des Innocents (eredetileg: La fontaine des Nymphes) (1549).  fénykép
- L'hôtel de Ligneris (1554) – a manzárd előfutára (jelenleg hôtel Carnavalet).
- A Louvre újjáépítése

## Képgaléria

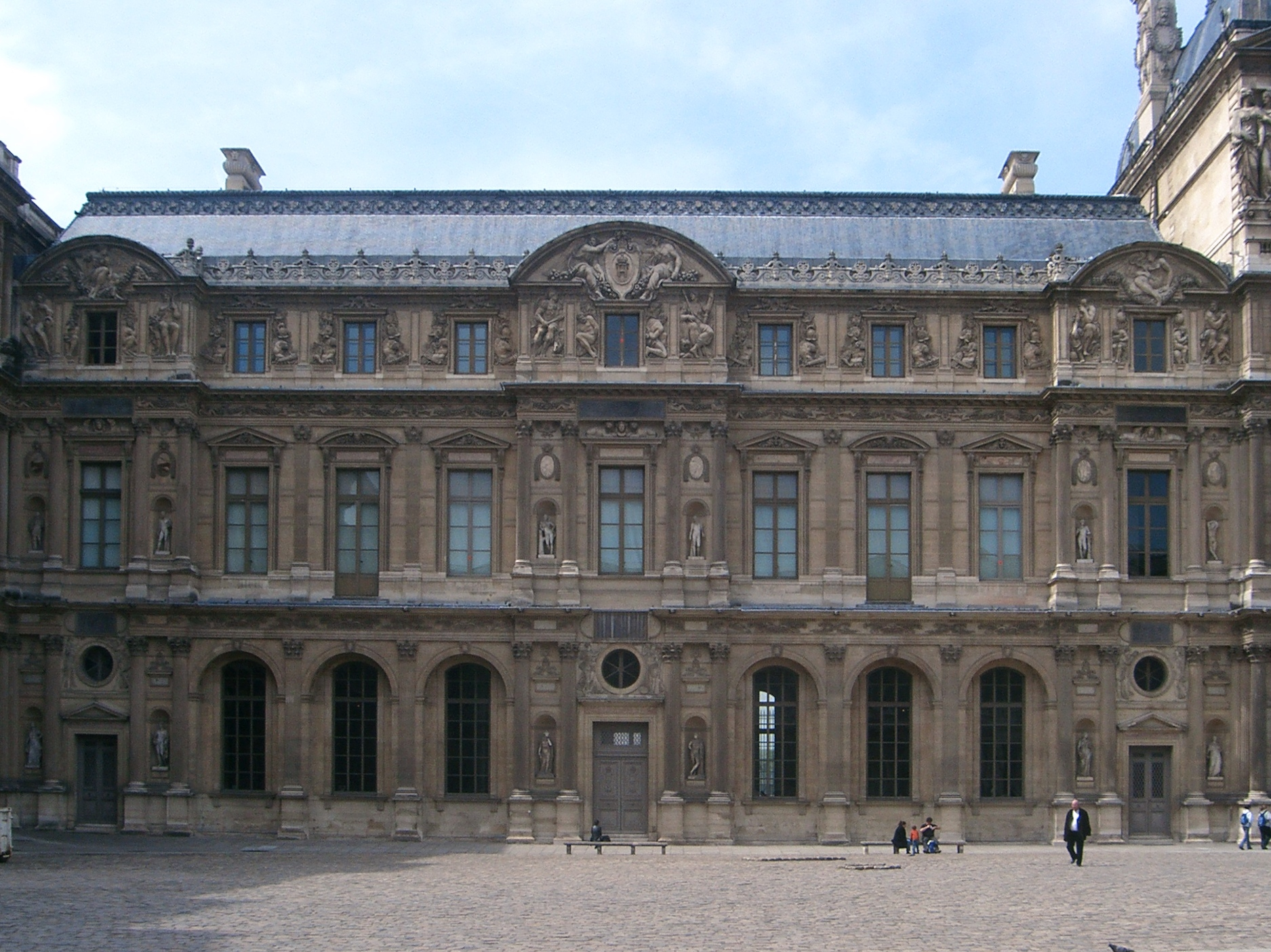
A Louvre udvarának Lescot-féle szárnya
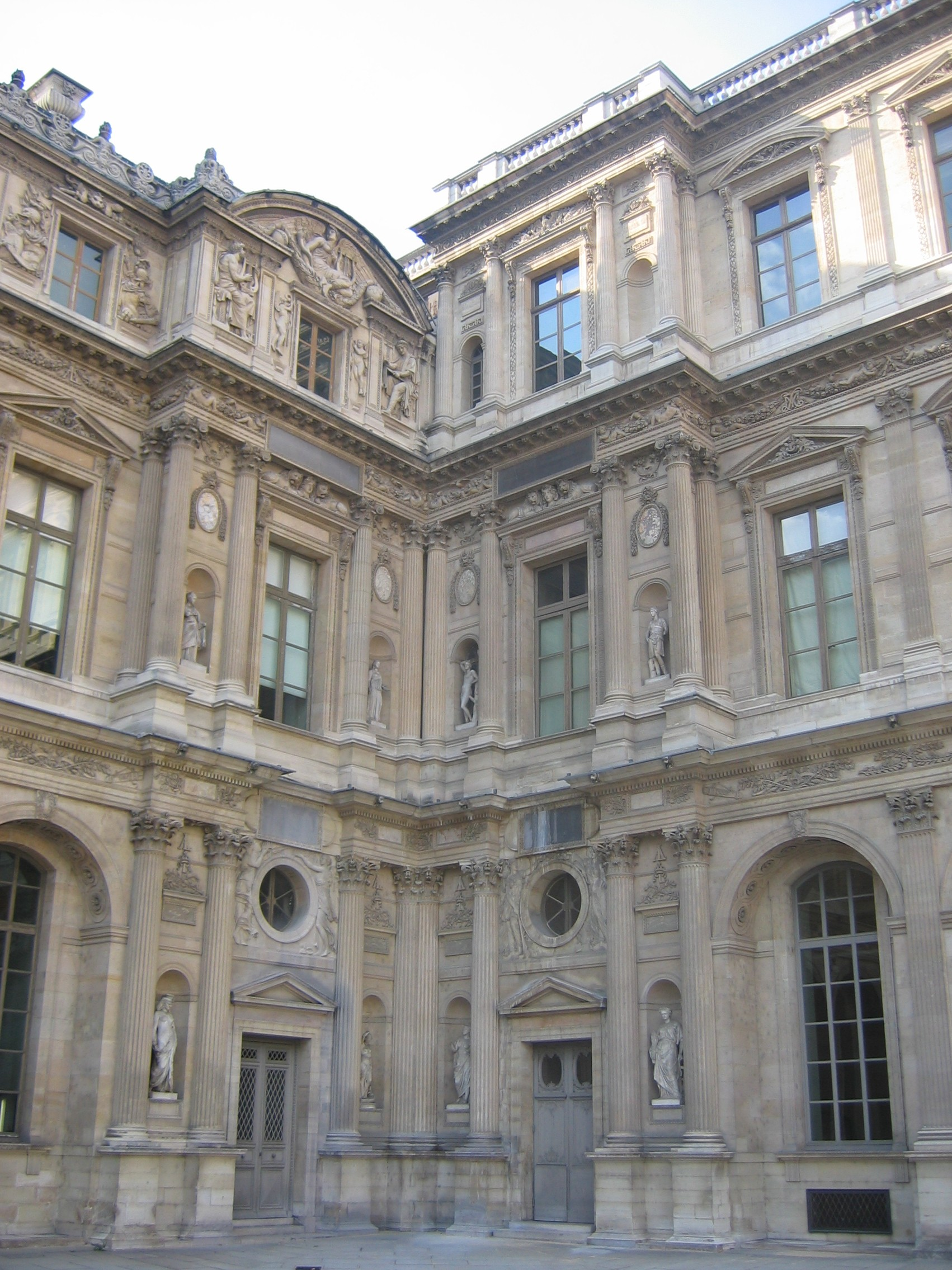
Cour carrée a Louvre-ban

## Emlékezete
Párizs I. kerületében utca és kereskedelmi középiskola viseli a nevét.